# Maxim’s

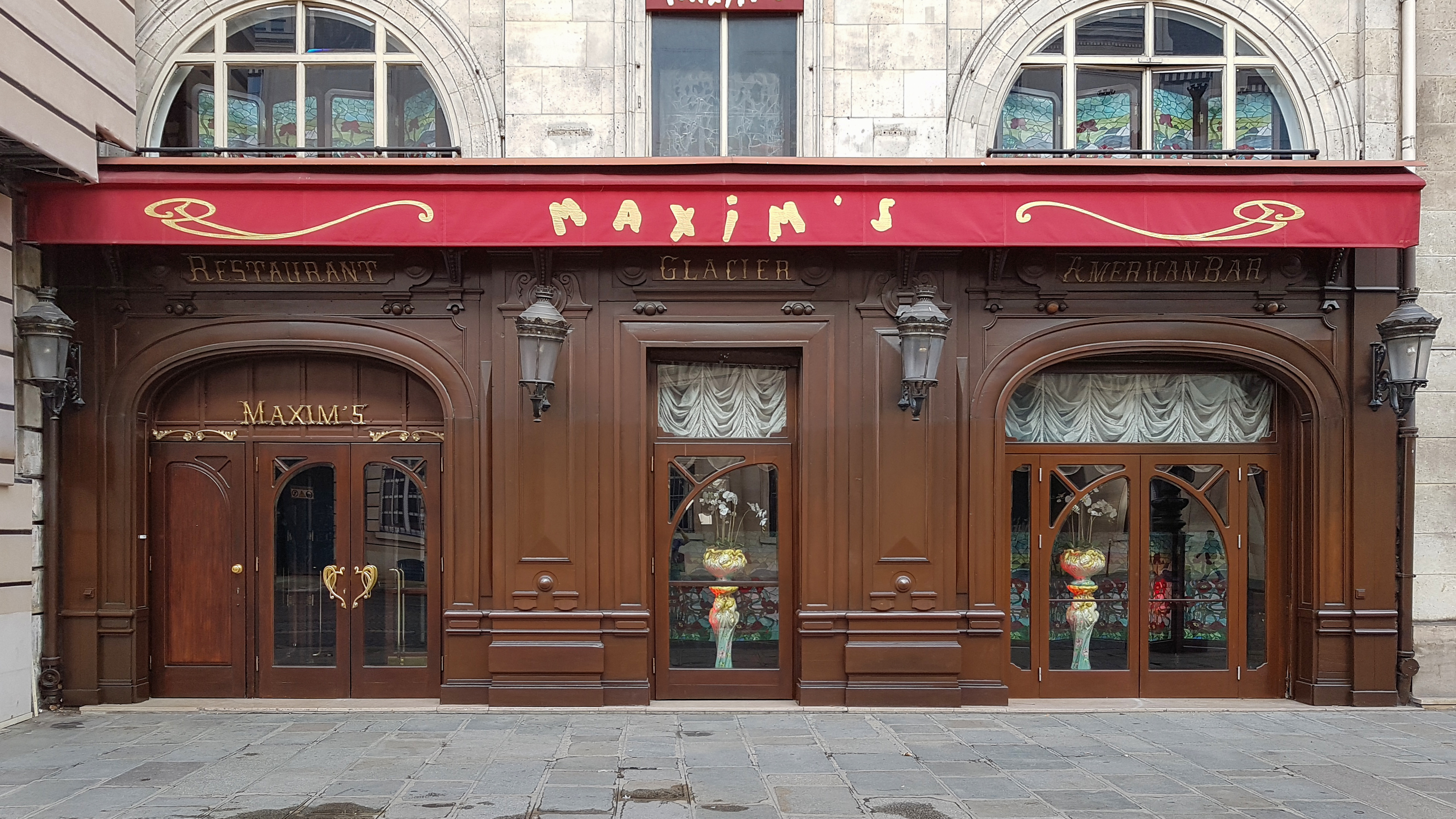
Maxim’s

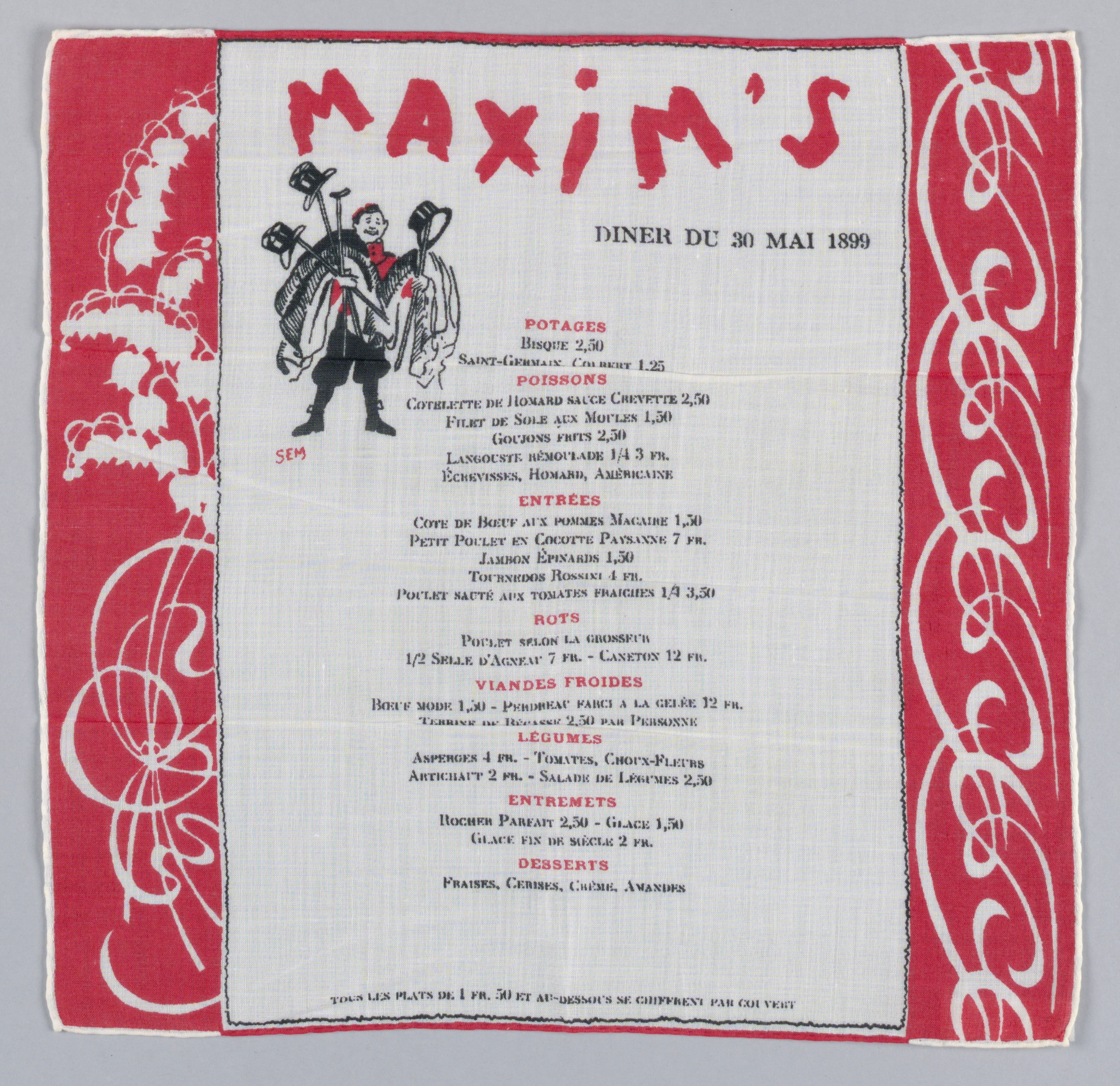
Speisekarte vom 30. Mai 1899

Maxim’s ist ein seit 1893 existierendes Restaurant in Paris (8. Arrondissement).

## Geschichte

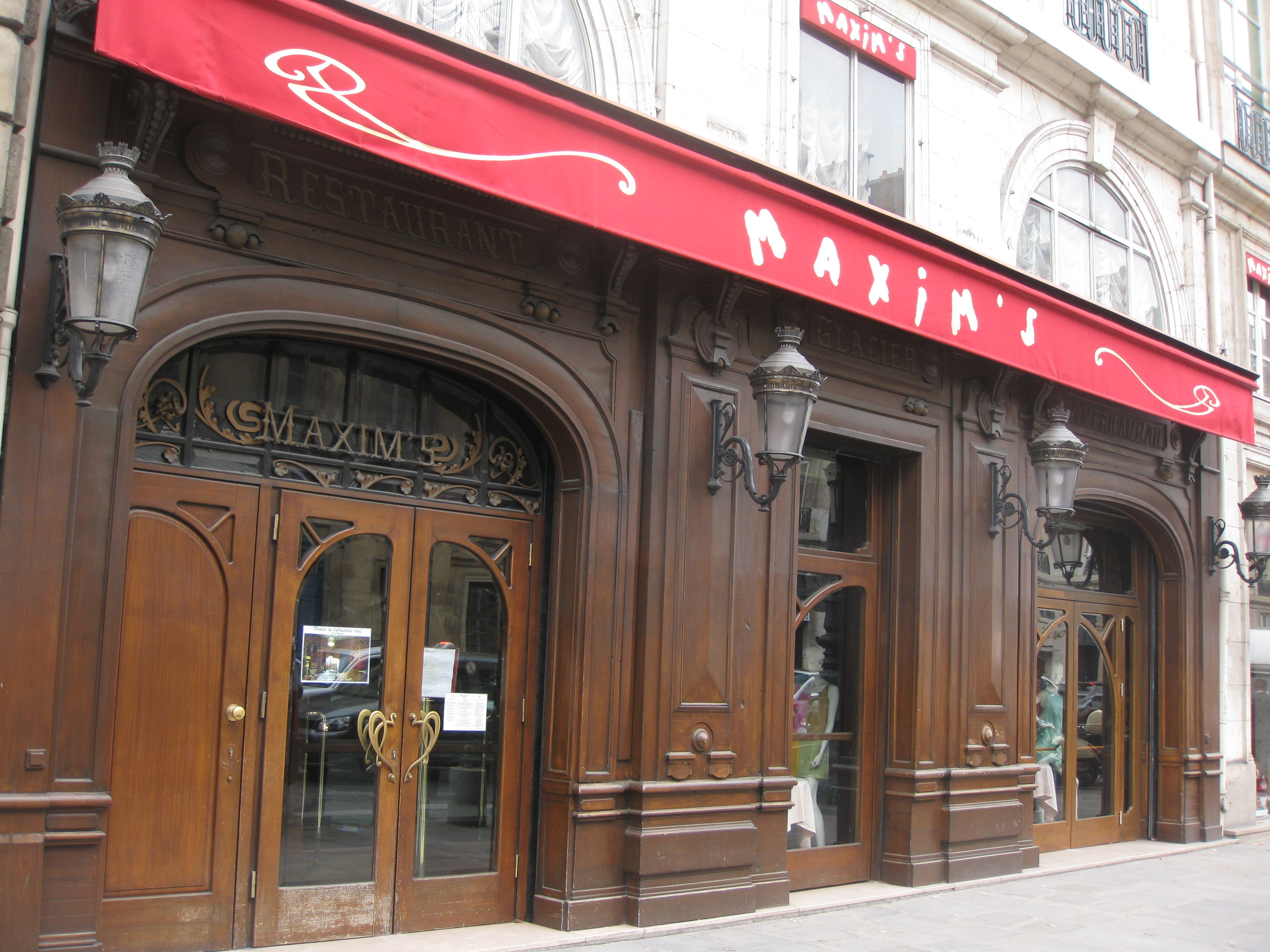
Eingangsbereich des Maxim’s

Das Restaurant wurde am 7. April 1893 durch den Kellner Maxime Gaillard eröffnet. Ab 1932 befand es sich für fast 50 Jahre im Besitz der Familie Vaudable. Während der deutschen Besetzung Frankreichs (1940–1944) wurde es von dem Berliner Restaurantbetreiber Otto Horcher geführt und zählte zu den beliebtesten Restaurants der deutschen Offiziere; es wurde insbesondere durch den Besuch Hermann Görings im Juni 1940 bekannt. Auch Albert Speer pflegte bei seinen zahlreichen Paris-Aufenthalten während dieser Zeit dort zu dinieren. Er traf sich dort u. a. mit Arno Breker, dem Speer ein Luxusapartment auf der Île Saint-Louis verschafft hatte, das zuvor Helena Rubinstein gehört hatte.
Bis 1977 wurde das Maxim’s im Guide Michelin mit drei Sternen ausgezeichnet. Als 1977 Louis Vaudable (1902–1983) über den Verlust des dritten Sterns für 1978 informiert wurde, bat er um die Entfernung aus dem Guide Michelin. Seitdem wird das Restaurant dort nicht mehr geführt.
1979 erhielt die Jugendstileinrichtung des Restaurants die Einstufung als Monument historique. 1981 kaufte der Modedesigner Pierre Cardin das Restaurant. Er entdeckte, dass es nicht kostendeckend arbeitete, betrieb es aber weiter und wandelte es teilweise in ein Museum um.

## Kulturelle Referenzen
- La Dame de chez Maxim von Georges Feydeau, uraufgeführt am 17. Januar 1899 im 3. Théâtre des Nouveautés; 1899 als The Girl from Maxim's im neuen Criterion Theatre in Westminster,[5] auch bekannt als The Lady from Maxim's (1947); am 10. Januar 1900 als Die Dame von Maxim in der Übersetzung von Benno Jacobson am Berliner Residenztheater uraufgeführt. „Es wurde der erfolgreichste Schwank den das Residenztheater erlebte“,[6] es rief auch die Sittenwächter auf den Plan und führte 1901 zu Erwähnungen im deutschen Reichstag. Schon am 27. Oktober 1899 fand im Wiener Theater in der Josefstadt die Uraufführung der Bearbeitung von Otto Eisenschitz unter dem Titel Ich bin so frei statt,[7][8] welches anscheinend vor der Zensurbehörde den Titel Der kecke Fratz tragen sollte.[9] Es war die erste – und von ihm in Szene gesetzte – Aufführung des neuen Theaterdirektors Josef Jarno und wurde 170 Mal gespielt.[10] Heute ist diese Version weitgehend unbekannt. Nach der Neuaufnahme der Jacobson-Version 1951 ist es vor allem als Die Dame vom Maxim bekannt.[11] Elfriede Jelinek übersetzte es 1990 unter dem Titel Das Mädel vom Maxim neu, welches aber auch unter anderem Titel erscheint. Der Stoff wurde mehrmals verfilmt. Im Schwank geht es um einen bekannten Chirurgen, der „irrtümlich“ ein Mädchen vom Maxim mit nach Hause nimmt, was für allerlei Turbulenzen und Verwechslungen sorgt.
- In der Operette Die lustige Witwe von Franz Lehár (1905) ist das Maxim’s ein Handlungsort. Bekannt wurde das Lied Da geh' ich zu Maxim.
- Im Film Die Olsenbande fliegt über alle Berge bricht die bekannte dänische Gaunerbande ins Maxim’s ein und hinterlässt dort ein heilloses Chaos.
- Im Film Wie klaut man eine Million? spielen einige Szenen im Maxim’s.
- Wolfram Siebeck beschreibt in seinem 1977 erschienenen Buch Wolfram Siebecks beste Geschichten einen Abend bei Maxim's.